# Textila Buhuși
Textila Buhuși a fost un club sportiv din Buhuși, aparținând fabricii de postav din oraș, având mai multe ramuri sportive, printre care: fotbal, handbal și box.

## Echipa de fotbal
Echipa de fotbal a fost înființată în 1927, ca Amateur Buhuși, activând în ligile inferioare. 
Între 1930 și 1934, echipa își schimbă numele în Steaua Bistriței Buhuși, schimbând-o iar, în 1934, în Textila, denumire pe care o va purta până în 1950, cand, echipa se va numi Flamura Roșie, revenind la numele de Textila în 1957.
Prima mențiune a echipei in Liga a II-a, numită între 1942 și 1944 Cupa Eroilor, este in sezonul 1943-1944, în seria a IV-a, când echipa se retrage din campionat.
În sezonul 1946-1947, echipa se afla in Divizia B, seria a II-a, unde, la sfârșitul sezonului, ocupa locul III.
În sezonul 1947-1948, echipa ocupă locul IX în Divizia B, seria a II-a, retrogradând în Divizia C.
Echipa revine în Divizia B în sezonul 1954, seria a III-a, în sezonul 1954, cu denumirea de Flamura Roșie Buhuși, când ocupă locul 5, iar în sezonul următor, ocupa locul 10 și retrogradează in Divizia C. Echipa nu va mai reuși promovarea în eșaloanele superioare și va dispărea în anii 2000, din lipsă de fonduri.
Cel mai notabil rezultat al echipei în Cupa României este accederea în optimile de finală, sub titulatura de Flamura Roșie, când este eliminată de CCA București, cu 1-8, pe 01.07.1951.

### Jucători notabili
- Mihály Nagymarosi
- Vasile Vaida
- Bonațiu
- Fabian II

## Echipa de handbal
Handbalul are o istorie de peste 80 ani în Buhuși.
Echipa feminină de handbal din Buhuși, Textila, a luat ființă în 1951, cu un nucleu de fete provenite de la școala profesională și liceul seral din localitate.
Dintre fondatorii echipei sunt amintiți: profesorii Vasile Lipan și D. Popescu Colibași, Maria Toia, Constantin Baciu (directorul comercial al combinatului de Textile) și Mihail Schulman.
Echipa a promovat în Divizia A, unde era consemnată în 1968, alternând, de-a lungul anilor, între Divizia A și Divizia B. 
Cel mai longeviv antrenor a fost Crisostom Dantz, care a antrenat echipa între 1968 și 1994, cu o mică excepție, în 1974, cand echipa a fost antrenată de Eugen Bartha.
Cu Dantz antrenor, echipa a  realizat patru promovări în Divizia A (1970, 1979, 1980, 1994), locul al III-lea în Divizia A (1974), locul al II-lea la Cupa F. R. H. (1976), locul al II-lea la Cupa „Congresului U.G.S.R.” (1976). De asemenea, echipa a câștigat și turnee internaționale importante de handbal desfășurate la Buhuși, Subotița (Iugoslavia), Plovdiv (Bulgaria), Halle (R.D.G.), Olomouc (Cehoslovacia). Multe dintre handbalistele echipei au fost cooptate în loturile naționale de senioare, tineret și junioare.
Dupa 1989, când fabrica de postav a suferit dificultăți financiare și nu mai putea susține financiar echipele sportive, echipa a făcut față tot mai greu cheltuielilor competiționale, desființându-se in 1997.

### Jucătoare notabile
- Elena Ciubotaru (119 selecții și 265 de goluri la echipa națională, locul 8 la Campionatul Mondial din '82 și locul 5 la Campionatul Mondial din '86 , câștigătoarea Cupei Cupelor în '89 cu Știința Bacău, a Cupei EHF cu Ferrobus Mislata Valencia, în 2000)
- Lidia Stan (114 selecții în echipa națională, locul 2 la CM '73, locul 4 la CM din '75, locul 7 la CM '78 )
- Emilia Munteanu (34 de selecții și 28 de goluri în echipa națională, locul 4 la Campionatul Mondial din '71)
- Viorica Vieru (27 selecții și 10 goluri la echipa națională, locul 2 la CM '73)